# Khalid Yahya Blankinship
Khalid Yahya Blankinship (født 1949, Seattle Washington) er en amerikansk historiker med speciale i islamiske og mellemøstlige studier.
I 1975 fik Blankinship en MA i Teaching English as a Foreign Language fra det amerikanske universitet i Cairo, i 1983 en anden MA i islamisk historie fra Cairo Universitet og i 1988 en Ph.D. i historie fra University of Washington.
Han har levet og rejst bredt i Mellemøsten, inklusiv elleve år i Egypten og et år i Mekka, Saudi Arabien.